# Heinrich (film)
Heinrich è un film del 1977 diretto da Helma Sanders-Brahms.

## Riconoscimenti
- Lola al miglior film 1977